# Silniční most ve Staňkově
Silniční most č. 185-001 je železobetonový obloukový most, který převádí silnici II/185 přes řeku Radbuzu v říčním km 82,9 v obci Staňkov v okrese Domažlice. Most byl v roce 2005 Ministerstvem kultury České republiky prohlášen kulturní památkou České republiky.

## Historie
Dvě části Staňkova spojoval dřevěný most, který postavil stavitel Matas v roce 1845. Na jeho místě byl postaven v letech 1919–1921 nový most stavební firmou Müller a Kapsa z Plzně podle projektu Ing. Eduarda Viktory z Prahy. Je to jeden z prvních železobetonových obloukových mostů postavených na Plzeňsku. Most se klene nad řekou Radbuzou a nad otevřeným odpadním kanálem hydroelektrárny na pravé straně břehu řeky Radbuzy. Nachází se asi 250 m od náměstí T. G. Masaryka a spojuje dvě dříve samostatné obce Staňkov-městys, zde leží most na levém břehu a převádí ulici 28. října, a Staňkov-ves na pravém břehu řeky, kde pokračuje už ulicí Nádražní. Obce byly v roce 1938 sloučeny. V roce 2004 byl most prohlášen za kulturní památku. V roce 2017 byl opravován.

## Popis
Silniční most je přímá železobetonová monolitická stavba o celkové délce 60,60 m a šířce osm metrů. Je složen ze tří polí o rozpětí 13,6 + 33,4 + 13,6 m. Střední pole, které překlenuje řeku Radbuzu, tvoří Langrův trám s dolní mostovkou, na který jsou kloubově osazena krajní pole. Základním nosným prvkem krajních polí jsou masívní parapetní trámové plnostěnné nosníky o výšce 1,4 m a šířce 0,7 m. Parapetní nosníky jsou ukončeny dvojicemi osmibokých kónických kandelábrů. Langrův trám, posazený na pilířích, je tvořen obloukovými nosníky o výšce šest metrů s táhly, závěsy a dolní roštovou mostovkou. V horní části jsou oblouky příčně ztuženy (zavětrovány) příčníkem ve výšce 4,45 m, čímž je vymezen průjezdní profil mostu. Mostovka je ve výšce 5,50 m nad terénem. Vozovka široká 4,2 m je vymezena hlavními nosníky a je vydlážděna žulovými kostkami. Betonový chodník je umístěn na obou stranách mostu na konzolách, které vybíhají z vnějších stran hlavních nosníků. Chodníky široké 1,2 m jsou opatřeny zábradlím o výšce 1,2 m, které je tvořeno betonovými sloupky propojenými dílci z plnostěnné oceli.
Spodní stavba mostu je založena na dvou katastrálních územích (k. ú.). Mostní opěra a pilíř na levé straně řeky jsou v k. ú. Staňkov I a pravobřežní mostní opěra a pilíř posazený mezi řekou a kanálem jsou v k. ú. Staňkov II. Mostní opěry a pilíře jsou betonové na návodní i povodní straně obloženy obkladem z přesně opracovaných kamenných kvádrů. Boční plochy mají obložení v charakteru kyklopského zdiva. Oba pilíře jsou dlouhé osm metrů, jejich šířka je 1,25 m (pravý) a 1,30 m (levý) a výška 3,20 m, na návodní straně jsou zkosené (nahrazují ledolam). Pobřežní mostní opěry mají délku osm metrů a výšku dva metry. Na mostě jsou umístěny dvě nápisové desky.